# FantasticaManía (2012)
FantasticaManía 2012 fue una serie de dos eventos pago por visión de lucha libre profesional producido por el Consejo Mundial de Lucha Libre y la New Japan Pro Wrestling. Tuvo lugares el 21 a 22 de enero de 2018 desde Tokio Japón.

## Resultados

### Día 1: 21 de enero
En paréntesis se indica el tiempo de cada combate:
- Suzuki-gun (Taichi & Taka Michinoku) derrotaron a Danshoku Dino y Máximo (8:04).
  - Taichi cubrió a Dino después de un «Schoolboy Pin».
- Okumura y Yoshi-Hashi (con Mima Shimoda) derrotaron a King Fale y Tama Tonga (11:27).
  - Hashi cubrió a Fale después de un «Swanton Bomb».
- Prince Devitt, Ryusuke Taguchi y Tiger Mask derrotaron a Gedo, Jado y Misterioso Jr. (12:50).
  - Devitt cubrió a Gedo después de un «Diving Foot Stomp».
- Hirooki Goto y Kushida derrotaron a Máscara Dorada y Rush (10:24).
  - Kushida cubrió a Dorada después de un «9469».
- Diamante, Jushin Thunder Liger y Tetsuya Naito derrotaron a Mephisto, Shinsuke Nakamura y Yujiro Takahashi (13:33).
  - Naito cubrió a Mephisto después de un «Stardust Press».
- Kazuchika Okada y Volador Jr. derrotaron a Hiroshi Tanahashi y La Sombra (12:33).
  - Volador cubrió a Sombra después de un «Volador Spiral».

### Día 2: 22 de enero
En paréntesis se indica el tiempo de cada combate:
- Prince Devitt, Ryusuke Taguchi, Tama Tonga y Tiger Mask derrotaron a Gedo, Jado, Okumura y Yoshi-Hashi (con Mima Shimoda) (10:11).
  - Tonga cubrió a Okumura después de un «Headshrinker».
- Jushin Thunder Liger y Máximo derrotaron a Misterioso Jr. y Máximo (8:15).
  - Máximo cubrió a Taichi después de un «Te Amo».
- Máscara Dorada (c) derrotó a Kushida y retuvo el Campeonato Mundial de Peso Wélter del CMLL (13:22).
  - Dorada cubrió a Kushida después de un «Dorada Style Huracanrana».
- Hirooki Goto derrotó a Rush (9:49).
  - Goto cubrió a Rush después de un «Shouten Kai».
- Kazuchika Okada, Mephisto y Shinsuke Nakamura derrotaron a Diamante, Hiroshi Tanahashi y Tetsuya Naito (14:24). 
  - Mephisto cubrió a Diamante después de un «Avalanche-Style» y un «Double-Arm Facebuster».
- La Sombra (c) derrotó a Volador Jr. y retuvo el Campeonato Mundial Histórico de Peso Wélter de la NWA (21:47).
  - Sombra cubrió a Volador después de un «Moonsault Press».